# 1915 год в музыке

## События
- Коллектив тромбониста Тома Брауна прибывает из Нового Орлеана в Чикаго, Иллинойс, новое название биг-бэнда — «Jass Band»[1]
- Молодому композитору и пианисту Герберту Хауэллсу, по словам врачей, остаётся жить около 6 месяцев. Он стал первым британцем, которому была проведена радиевая терапия, в итоге композитор прожил ещё более 60 лет[2]
- Популярность набирает инструмент укулеле, который был использован Гавайскими музыкантами на международной выставке, проходившей в Сан-Франциско с 20 февраля по 4 декабря 1915[3][4]

## Хиты
- «Carry Me Back To Old Virginny» Альмы Глюк
- «It’s A Long Way To Tipperary» Джона Маккормака
- «I Didn’t Raise My Boy to be a Soldier» Мортона Харви

## Классическая музыка
- Клод Дебюсси — две пьесы для трёх фортепиано «День и ночь»
- Хесус Гуриди — «Así cantan los chicos»
- Федерико Момпоу — «L’Hora Gris», произведение для голоса и фортепиано
- Мануэль Понсе — «Мексиканская баллада»
- Макс Регер — струнное трио № 2 в ре-миноре, опус 141b; «Реквием», опус 144b
- Рихард Штраус — «Альпийская симфония»
- Эйтор Вилла-Лобос — два струнных квартета

## Оперы и опететты
- Умберто Джордано — «Мадам Сан-Жен»
- Скотт Джоплин — «Тримониша», единственная постановка оперы, осуществлённая при жизни самим автором
- Имре Кальман — оперетты «Барышня Жужи» и «Королева чардаша» («Сильва»)

## Мюзиклы и ревю
- «Alone at Last» — бродвейский мюзикл, премьера состоялась 14 октября в Театре Шуберта, было дано 180 представлений
- «Betty» — музыкальная комедия, премьера состоялась 24 апреля в Театре Дейли в Лондоне, было дано 391 представление
- «Bric-A-Brac» — премьера состоялась 18 сентября в лондонском Палас-театре
- «5064 Gerrard» — ревю, премьера состоялась 19 марта в театре Альгамбра
- «Hip-Hip-Hooray» — бродвейское ревю, премьера состоялась 30 сентября в театре «Ипподром», было дано 425 представлений
- «Maid in America» — бродвейский мюзикл, премьера состоялась 18 февраля в театре «Зимний сад»
- «The Blue Paradise» — бродвейский мюзикл, премьера состоялась 5 августа в Театре Казино, было дано 356 представлений
- «The Only Girl» — премьера состоялась 25 сентября в лондонском Театре Аполло, было дано 107 представлений
- «The Passing Show Of 1915» — бродвейское ревю, премьера состоялась 29 мая в театре «Зимний сад», было дано 145 представлений
- «Shell Out» — ревю, премьера состоялась 24 августа в лондонском Театре комедии, было дано 315 представленй
- «Stop! Look! Listen!» — бродвейское ревю, премьера состоялась 25 декабря в театре «Глобус», было дано 105 представлений
- «Tonight’s The Night» — премьера состоялась 18 апреля в лондонском Театре Веселья, было дано 460 представлений
- «Very Good Eddie» — бродвейский мюзикл, премьера состоялась 23 декабря в Театре Принцессы, было дано 341 представление
- «A World of Pleasure» — бродвейское ревю, премьера состоялась 14 октября в театре «Зимний сад», было дано 116 представлений

## Родились

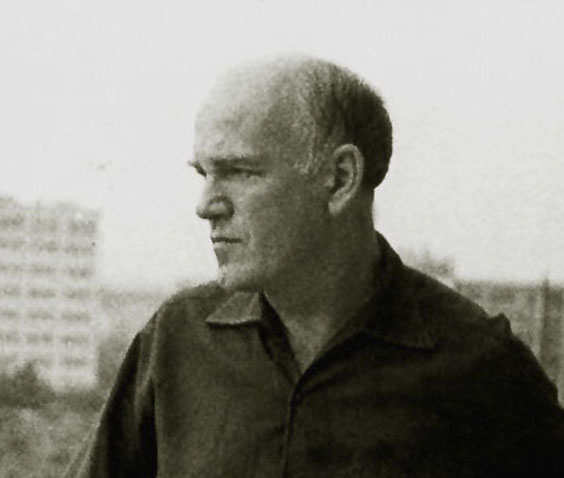
Святослав Рихтер

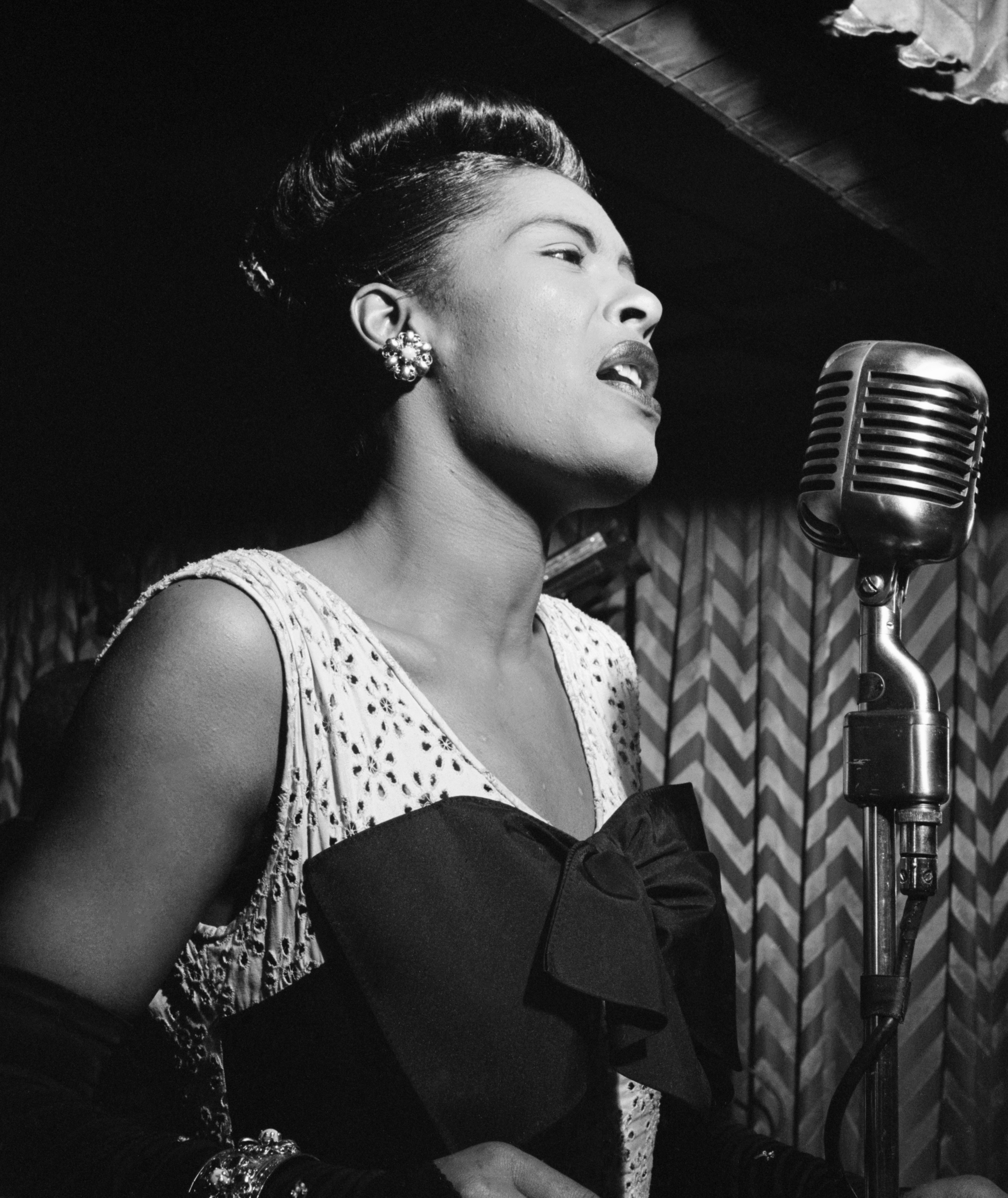
Билли Холидей

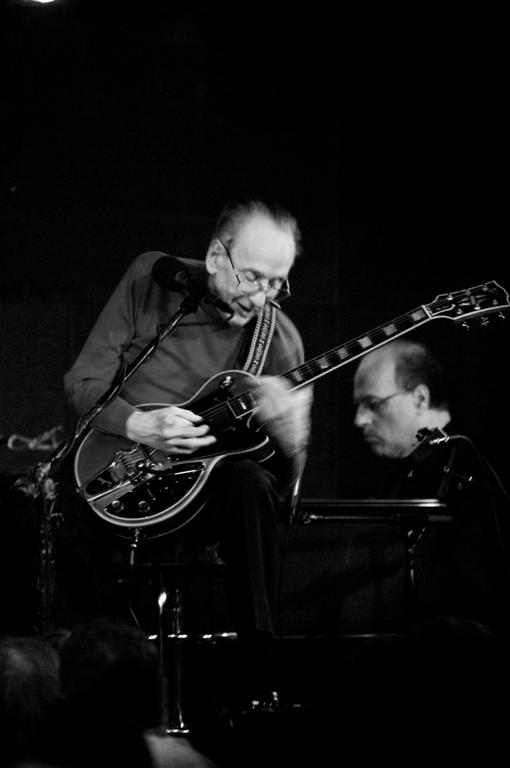
Лес Пол

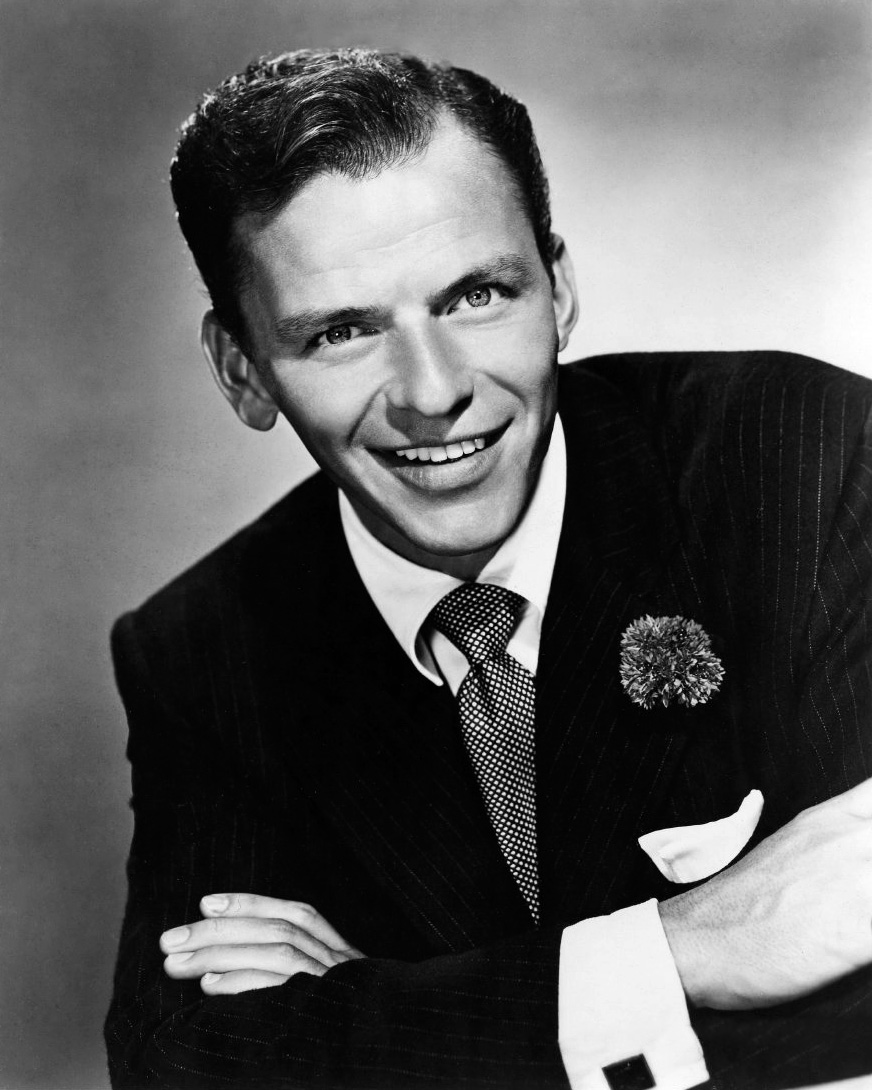
Фрэнк Синатра

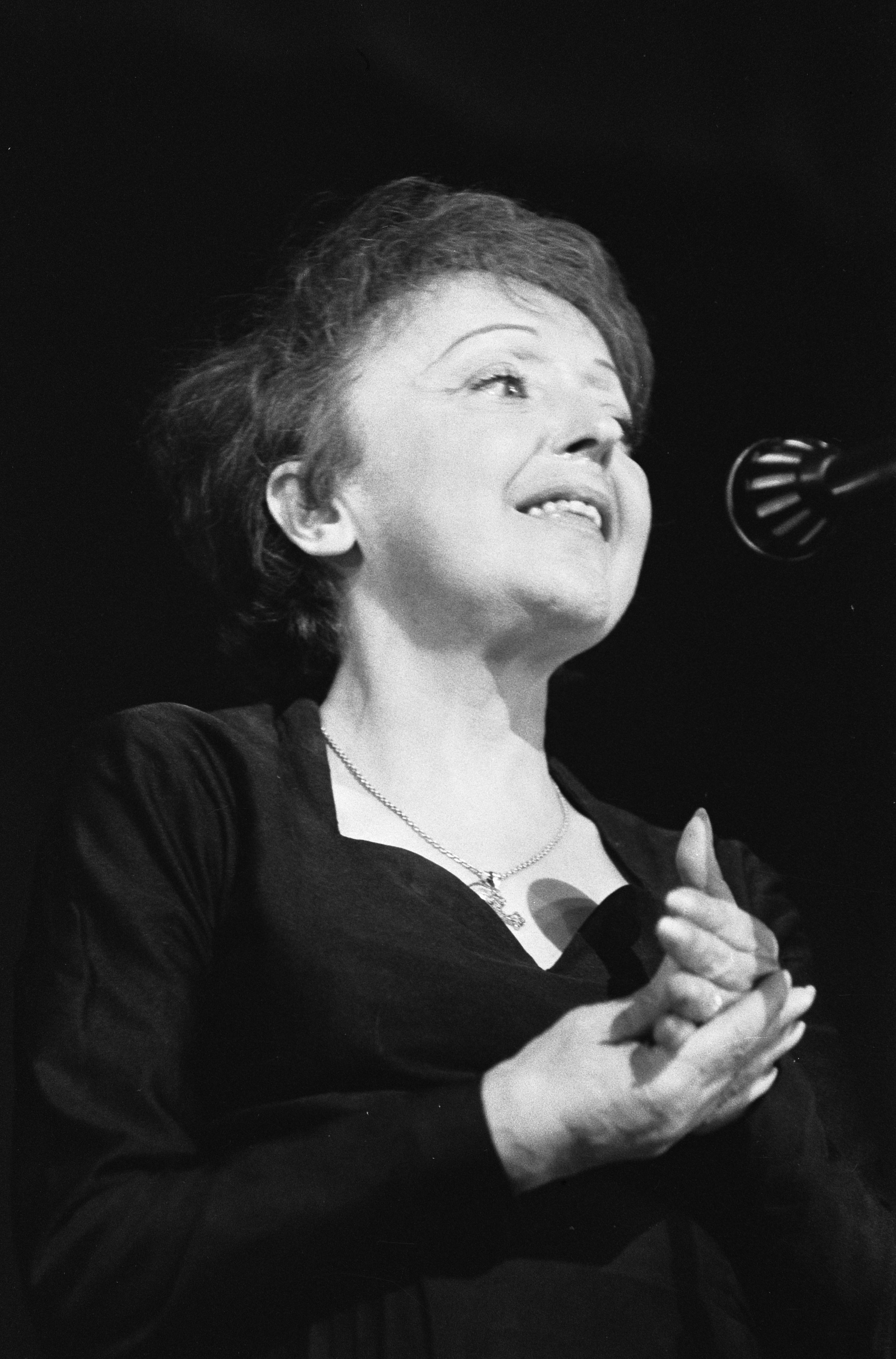
Эдит Пиаф

### Январь
- 1 января — Фульхенсио Акино[исп.] (ум. 1994) — венесуэльский арфист и композитор
- 20 января — Нина Куклина-Врана (ум. 2000) — советская и казахская оперная певица (лирико-колоратурное сопрано) и музыкальный педагог
- 25 января — Юэн Макколл (ум. 1989) — британский певец и композитор
- 27 января — Джек Браймер (ум. 2003) — британский кларнетист
- 29 января — Джон Серри-старший[англ.] (ум. 2003) — американский аккордеонист, композитор и аранжировщик
- 30 января — Дороти Делл (ум. 1934) — американская актриса, фотомодель и певица
- 31 января — Алан Ломакс (ум. 2002) — американский этномузыколог и собиратель фольклора

### Февраль
- 4 февраля — Рэй Эванс[англ.] (ум. 2007) — американский поэт-песенник
- 15 февраля — Николай Чайкин (ум. 2000) — советский и российский композитор и музыкальный педагог
- 18 февраля — Марсель Ландовски (ум. 1999) — французский композитор и культуролог
- 19 февраля — Фрэнк Глэйзер[англ.] (ум. 2015) — американский пианист, композитор и музыкальный педагог
- 23 февраля — Фроим Вышкауцан (ум. 2000) — советский и молдавский скрипач, дирижёр и музыкальный педагог
- 27 февраля — Олави Вирта (ум. 1972) — финский певец, композитор и киноактёр

### Март
- 10 марта — Чарльз Гроувз[англ.] (ум. 1992) — британский дирижёр
- 15 марта — Михаил Магиденко (ум. 1983) — советский композитор
- 19 марта — Патриша Морисон (ум. 2018) — американская актриса и певица
- 20 марта
  - Святослав Рихтер (ум. 1997) — советский и российский пианист
  - Сестра Розетта Тарп (ум. 1973) — американская певица, гитаристка и автор песен
- 25 марта — Дороти Сквайрс[англ.] (ум. 1998) — валлийская певица
- 28 марта — Джей Ливингстон[англ.] (ум. 2001) — американский композитор
- 29 марта — Джордж Чизхолм[англ.] (ум. 1997) — шотландский джазовый тромбонист и певец

### Апрель
- 7 апреля — Билли Холидей (ум. 1959) — американская джазовая певица
- 12 апреля — Хаунд Дог Тэйлор (ум. 1975) — американский блюзовый гитарист, певец и автор песен
- 29 апреля — Дональд Миллс (ум. 1999) — американский певец, вокалист группы The Mills Brothers

### Май
- 5 мая — Элис Фэй (ум. 1998) — американская актриса и певица
- 7 мая — Ксения Триполитова (ум. 2020) — французская балерина русского происхождения
- 24 мая — Мария Луиза Приолли (ум. 2000) — бразильский музыкальный педагог и композитор
- 27 мая — Мидж Уильямс[англ.] (ум. 1952) — американская джазовая певица
- 28 мая — Вольфганг Шнайдерхан (ум. 2002) — австрийский скрипач
- 29 мая — Игорь Букетов (ум. 2001) — американский дирижёр

### Июнь
- 1 июня — Барт Ховард (ум. 2004) — американский композитор и пианист
- 9 июня — Лес Пол (ум. 2009) — американский гитарист и композитор, один из изобретателей электрогитары
- 13 июня — Гита Страхилевич (ум. 2002) — советская и молдавская пианистка
- 15 июня — Нини Тейладе (ум. 2018) — датская балерина и балетный педагог
- 17 июня — Дэвид Эйкмен[англ.] (ум. 1973) — американский певец, банджоист, автор песен и актёр
- 18 июня — Виктор Легле (ум. 1994) — бельгийский композитор, альтист и музыкальный педагог
- 28 июня — Дэвид Эдвардс (ум. 2011) — американский блюзовый гитарист и певец

### Июль
- 1 июля — Вилли Диксон (ум. 1992) — американский блюзовый певец, басист, композитор и продюсер
- 9 июля — Дейвид Дайамонд (ум. 2005) — американский композитор
- 14 июля — Тоби Винг (ум. 2001) — американская певица и актриса
- 23 июля — Эмметт Берри[англ.] (ум. 1993) — американский джазовый трубач
- 27 июля — Марио Дель Монако (ум. 1982) — итальянский оперный певец (тенор)
- 28 июля — Фрэнки Янковик (ум. 1998) — американский аккордеонист и бэнд-лидер
- 31 июля — Джордж Форрест[англ.] (ум. 1999) — американский композитор, пианист и поэт-песенник

### Август
- 6 августа — Жак Абрам[англ.] (ум. 1998) — американский пианист
- 24 августа — Винони Харрис (ум. 1969) — американский блюзовый певец
- 26 августа — Хамфри Сирл[англ.] (ум. 1982) — британский композитор

### Сентябрь
- 3 сентября — Мемфис Слим (ум. 1988) — американский блюзовый пианист, певец и автор песен
- 5 сентября — Флоренсио Моралес Рамос[англ.] (ум. 1989) — пуэрто-риканский певец и композитор
- 11 сентября — Вера Красовская (ум. 1999) — советская артистка балета и балетовед
- 12 сентября — Билли Дэниелс[англ.] (ум. 1988) — американский певец
- 23 сентября — Джулиус Бейкер (ум. 2003) — американский флейтист и музыкальный педагог
- 24 сентября — Этторе Грачис[итал.] (ум. 1992) — итальянский дирижёр

### Октябрь
- 1 октября — Джулиус Шульман (ум. 2000) — американский скрипач
- 10 октября — Гарри Эдисон[англ.] (ум. 1999) — американский джазовый трубач
- 15 октября — Нита Рая (ум. 2015) — французская киноактриса, танцовщица и певица российского происхождения
- 27 октября — Николай Пузей (ум. 2000) — советский и российский композитор
- 31 октября — Джейн Джарвис[англ.] (ум. 2010) — американская джазовая пианистка

### Ноябрь
- 9 ноября — Ханка Белицкая (ум. 2006) — польская актриса театра, кино и кабаре
- 14 ноября — Билли Бауэр[англ.] (ум. 2005) — американский джазовый гитарист
- 30 ноября — Брауни Макги[англ.] (ум. 1996) — американский блюзовый певец и гитарист

### Декабрь
- 12 декабря — Фрэнк Синатра (ум. 1998) — американский певец и актёр
- 16 декабря — Георгий Свиридов (ум. 1998) — советский и российский композитор и пианист
- 19 декабря — Эдит Пиаф (ум. 1963) — французская певица и актриса
- 25 декабря — Пит Руголо[англ.] (ум. 2011) — американский джазовый композитор, аранжировщик и продюсер

### Без точной даты
- Тадеуш Вроньский (ум. 2000) — польский скрипач, музыковед и музыкальный педагог
- Каламандалам Кальяникутти Амма (ум. 1999) — индийская танцовщица, хореограф и танцевальный педагог

## Скончались

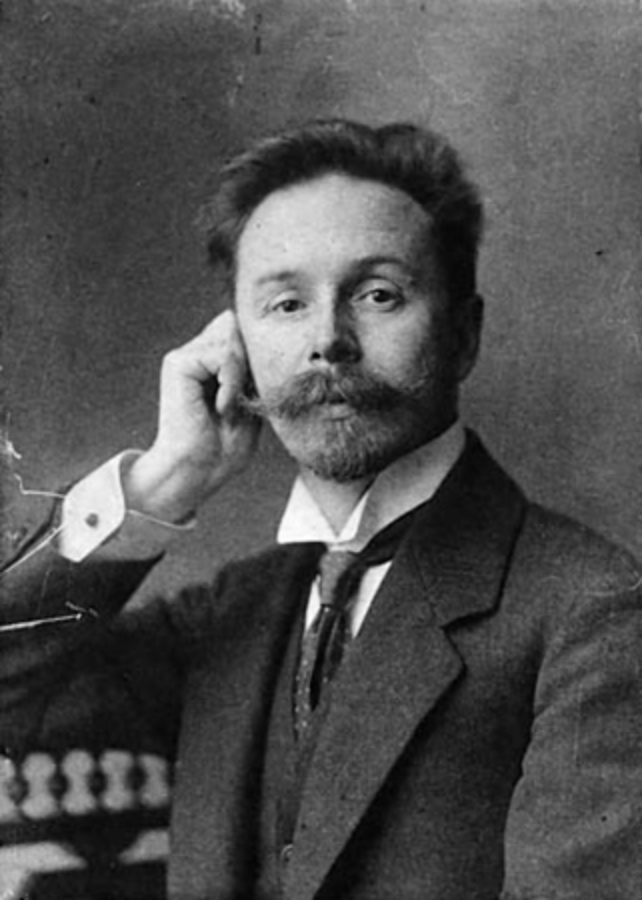
Александр Скрябин

### Январь
- 2 января
  - Карл Гольдмарк (84) — австрийский и венгерский композитор, музыкальный педагог и скрипач
  - Берта Таммелин (78) — шведская театральная актриса, оперная певица (меццо-сопрано), композитор и музыкальный педагог
- 5 января — Жанна Жервиль-Реаш[фр.] (32) — французская оперная певица (контральто)
- 16 января — Аркадий Абаза (71) — русский композитор, пианист и музыкальный педагог
- 21 января — Луи Грег[фр.] (71) — французский композитор и издатель
- 22 января — Анна Бартлетт Уорнер (94) — американская писательница и поэтесса, автор гимнов
- 25 января — Рудольф Тиллметц[англ.] (68) — немецкий флейтист и педагог

### Февраль
- 12 февраля
  - Эмиль Вальдтейфель (77) — французский композитор, дирижёр и пианист
  - Фанни Кросби (94) — американская поэтесса, автор евангельских гимнов

### Март
- 12 марта — Генрих Шульц-Бойтен[англ.] (76) — немецкий композитор
- 19 марта — Франц Ксавер Неруда (71) — датский виолончелист, композитор и дирижёр чешского происхождения

### Апрель
- 1 апреля — Иоганн Йозеф Аберт (82) — немецкий композитор и капельмейстер
- 27 апреля — Александр Скрябин (43) — русский композитор, пианист и педагог

### Май
- 6 мая — Георг Вёрль (52) — австрийский виолончелист
- 7 мая — Чарльз Фроман[англ.] (58) — американский театральный менеджер и продюсер
- 10 мая — Савелий Буховецкий (56/57) — русский оперный певец (баритон) и музыкальный педагог
- 11 мая — Юлия Абаза (84/85) ― немецкая и русская салонная певица (меццо-сопрано)

### Июнь
- 5 июня — Уильям Хэйман Каммингс[англ.] (83) — британский органист и певец
- 9 июня — Энрико Рочча[итал.] (68) — итальянский скрипичный мастер
- 19 июня — Сергей Танеев (58) — русский композитор, пианист, педагог и теоретик музыки
- 25 июня — Рафаэль Йошеффи (61) — американский пианист и музыкальный педагог австро-венгерского происхождения

### Июль
- 14 июля — Йозеф Чапек, чешский и шведский композитор, дирижёр. органист.

### Август
- 22 августа — Августин Барье (31) — французский органист, композитор и музыкальный педагог

### Сентябрь
- 15 сентября — Исидор Байич[серб.] (37) — сербский композитор и педагог
- 29 сентября — Штефан Руди (28) — немецкий композитор

### Октябрь
- 1 октября — Расселл Александр[англ.] (38) — американский композитор и артист эстрады
- 5 октября
  - Отто Маллинг (67) — датский органист и композитор
  - Хосе Мария Усандисага[исп.] (28) — испанский композитор и пианист
- 22 октября — Адель Изаак (61) — французская оперная певица (сопрано)
- 26 октября — Фридрих Август Бунгерт (70) — немецкий композитор

### Ноябрь
- 7 ноября — Альберт Бенш (54) — русский пианист, композитор и музыкальный педагог
- 14 ноября — Теодор Лешетицкий (85) — польский пианист, музыкальный педагог и композитор
- 27 ноября — Сигизмунд Заремба (54) — русский композитор и пианист

### Декабрь
- 3 декабря — Льюис Мюир[англ.] (32) — американский композитор и пианист
- 10 декабря — Дэвид Дженкинс[англ.] (66) — валлийский композитор
- 15 декабря — Аполлинарий Воскресенский (49/50) — русский артист балета, художник и писатель

### Без точной даты
- Рихард фон Вистингаузен (42/43) — немецкий дирижёр и композитор
- Билли Керсандс[англ.] (72/73) — американский комедиант и танцор
- Генри Харт[англ.] (75/76) — американский композитор, певец и скрипач